# سگ‌های جنگ (فیلم ۲۰۲۴)
سگ‌های جنگ (به انگلیسی: Hounds of War) فیلمی محصول سال ۲۰۲۴ و به کارگردانی آیزاک فلورنتین است. در این فیلم بازیگرانی همچون فرانک گریلو، رابرت پاتریک و رونا میترا ایفای نقش کرده‌اند.